# Jana Johanna Pauly
Jana Johanna Pauly (* 19. listopadu 1944, Chrudim) je česká historička umění, kurátorka a publicistka zaměřená na design.

## Životopis
Studovala na Střední uměleckoprůmyslové škole v Železném Brodě, Institutu dějin umění a průmyslové tvorby v Jablonci nad Nisou a Muzeologickém informačním a studijním středisku Národního muzea v Praze. V létech 1990-1994 byla vedoucí oddělení bižuterie a šperku v Muzeu skla a bižuterie v Jablonci nad Nisou. V období 1994-2004 vykonávala funkci vedoucí kurátorky oddělení průmyslového designu Národního technického muzea v Praze. Od roku 2004 pedagogicky působí také na Technické univerzitě v Liberci. Od roku 2006 byla členkou Akademie designu ČR. Je autorkou řady výstav a publikací.
Její články nalezneme v periodicích Architekt, Art & Antiques, Bulletin DC ČR, Ateliér, De Sign Um, Revue dizajnu, Design Trend, Fórum architektury a stavitelství, MF Dnes, Starožitnosti a užité umění, Umění a řemesla ad.

## Výběr z publikační činnosti
- Hulák, Jiří; Pauly, Jana: Design Pro. Český průmyslový design 1990-2010. Vydal Jindřich Dušek, Praha, 2014
- Knobloch, Iva; Vondráček, Radim (eds.): Design v českých zemích 1900-2000. Academia, Praha; Uměleckoprůmyslové muzeum, Praha, 2016, ISBN 978-80-200-2612-5
- Pauly, Jana, Střechová, Lucie, Hulák, Jiří, Uksová, Kateřina: Katalog expozice Technika v domácnosti, Národní technické muzeum, Praha, 2014, ISBN 978-80-7037-242-5

## Ocenění
- 2006 Cena Akademie věd ČR za vědecké dílo DČVU
- 2007 Cena Design Centra ČR za propagaci designu